# 凱斯西儲大學
凱斯西儲大學（簡稱CWRU），是位於美國俄亥俄州第二大城市克里夫蘭市的一所研究型私立大學，美國大學協会和大学运动联盟成员。該校是由凱斯理工學院（由慈善家倫納德·凱斯於1880年捐款創立）及西儲大學（在1826年由康乃狄克西部保留區創立）於1967年結盟合併而成。
在美國眾多研究型大學中，该校規模相對較小，不過在各領域的研究成果毫不遜色。歷史上著名的證明乙太不存在及光速不變原理的邁克爾遜-莫雷实验，就是1887年在這裡進行的，而邁克爾遜也成為第一位在科學領域贏得諾貝爾獎的美國人。該校以研究為導向的學風與傑出的研究成果, 使其一直是獲得聯邦研究基金最多的20所私立大學之一 。該大學共有八所學院，提供 100 多個本科生課程和大約 160 個研究生和專業課程選擇。
凱斯西儲大學共有17名校友、教授及研究人员獲得諾貝爾獎。根據美國新聞與世界報導的2021年排名，凱斯西儲大學在美國全國大學中排名第42位，在全球大學中排名第142位。 根據2016年華爾街日報/泰晤士報高等教育（WSJ / THE）的首屆排名版本，凱斯西儲大學被列為所有大學中的第32位。該大學被卡內基教學促進基金會歸類為第一級研究型大學。 在體育方面, 它是大學運動聯盟的成員學校之一。

## 歷史

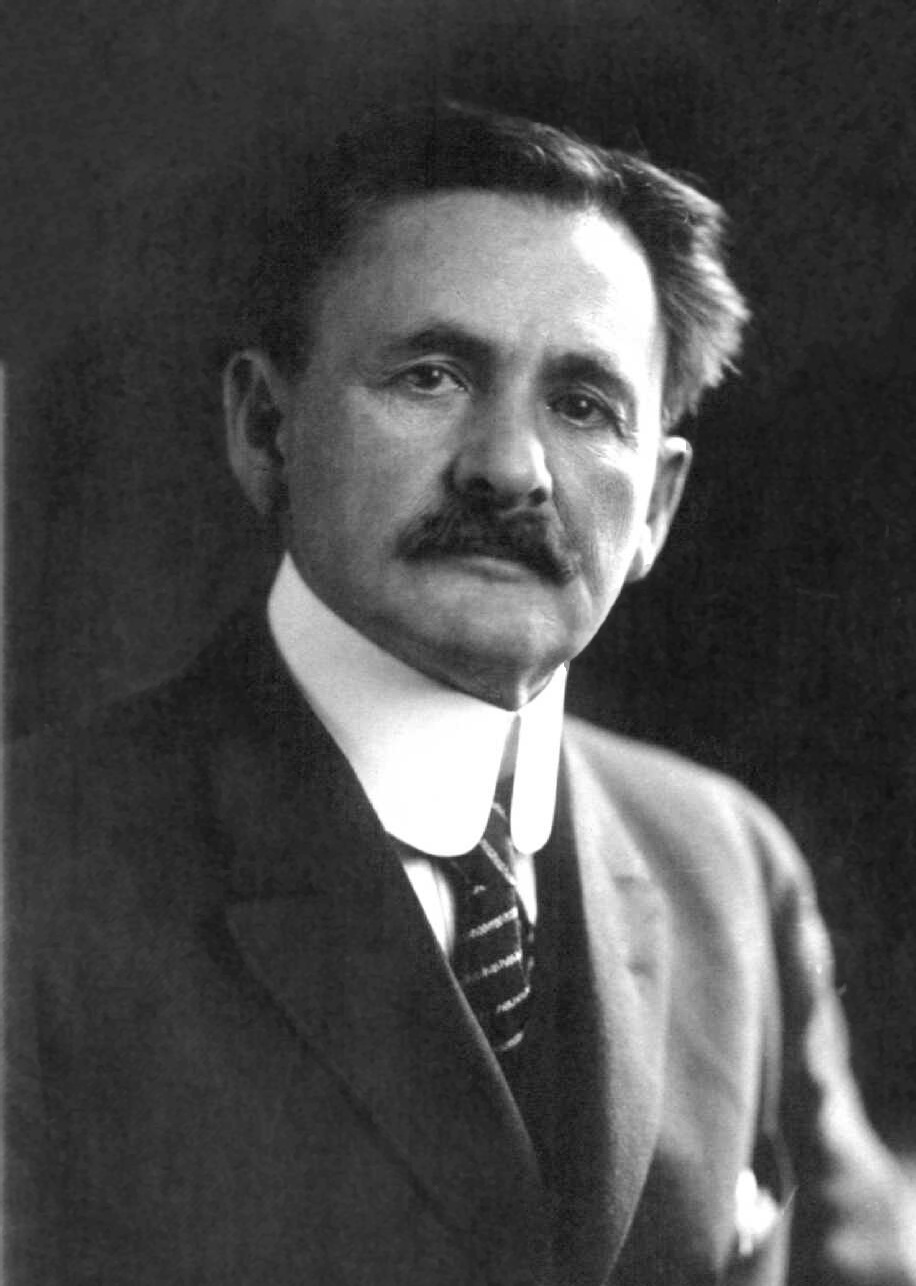
1907年諾貝爾物理學獎得主阿尔伯特·邁克爾遜

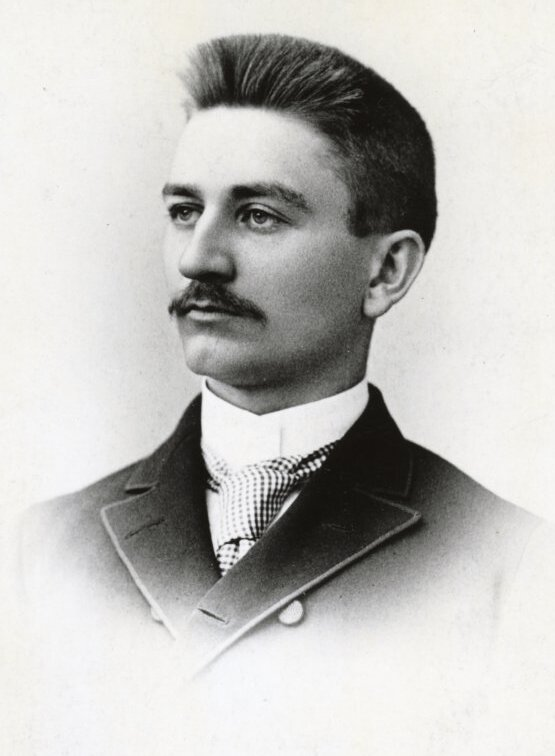
凱斯理工學院校友、陶氏化學創辦人赫伯特·亨利·道

凱斯西儲大學是由凱斯理工學院（由慈善家倫納德·凱斯於1880年捐款創立）及西儲大學（在1826年由康乃狄克西部保留區創立）於1967年結盟合併而成。

### 西儲大學
西儲學院（Western Reserve College）是以康乃狄克西部保留區命名，於1826年在俄亥俄州的Hudson成立。當時人們普遍稱該校為 “儲院” (Reserve），是俄亥俄州北部的第一所大學。早期的西部儲備學院又被稱為 “西部耶魯”。 它的的校園模仿了康乃狄克州的耶魯大學。成立早期數任校長和許多教授都來自耶魯大學。當時兩校皆用相同的座右銘“ Lux et Veritas”（光明與真理），兩校也有相同的入學標準和幾乎相同的課程。
後來學校的發展與長老會的成立，學校的起源與內戰前的廢奴主義運動，皆有密切關係，主要是受於當時的校長查爾斯·斯托爾斯(Charles Backus Storrs)，伊利·賴特(Elizur Wright)，和大衛·哈德森 (David Hudson) 的影響。事實上，西部儲備學院是美國阿巴拉契山脈以西第一所招收非洲裔美國學生（1832年正式註冊)和畢業第一位非洲裔美國學生(1836年)約翰費耶特(John Sykes Fayette)的大學。
在1838年，Loomis天文台由天文學家Elias Loomis建造，今天仍然是美國第二古老的天文台。
在1852年，醫學院成為美國第二所畢業女性學生的大學 - 南希塔爾博特克拉克(Nancy Talbot Clarke )。在接下來的四年中，還有五位女性醫學院畢業生，其中包括艾米莉·布萊克威爾（Emily Blackwell），這使得西儲大學（Western Reserve）在美國最早畢業的前八位女性醫生中佔有六位 。
在1875年，克利夫蘭已成為該地區的主要人口和商業中心，該市希望成立一所著名的高等教育機構。 直到1882年，在實業家阿馬薩·斯通 (Amasa Stone) 的資助下，西儲學院搬到了克利夫蘭，並更名為阿德爾伯特西儲大學 (Adelbert College of Western Reserve University)。阿德爾伯特是斯通的兒子的名字。

### 凱斯理工學院
在1877年，耶鲁大學校友兼慈善家凯斯（Leonard Case Jr.）匿名地將一筆很有價值的克利夫蘭房地產捐贈成立一個慈善信託基金，他要求他的信託顧問對他的捐贈保密直到1880年去世。
凱斯的慈善信託在1880年3月29日開始申請學校，因而成立了凱斯應用科學學院（Case School of Applied Science）。課程於1881年9月15日開始。學校於1882年獲得了俄亥俄州的正式註冊。
在學校成立的前四年，它位於凱斯家族在克利夫蘭市中心羅克韋爾街的家中。課堂在家裡舉行，而化學和物理實驗室則在穀倉的二樓。 在 1882年, 西儲學院在 Amasa Stone 的資助下搬遷至克利夫蘭，Amasa Stone 並且在附近的大學圈 (University Circle) 購買土地贈予凱斯應用科學學院 。凱斯應用科學學院於1885年搬遷到克利夫蘭的大學圈 (University Circle)。
在第二次世界大戰期間，凱斯應用科學學院是全國131所參加V-12海军学院培训计划的學院之一，該計劃為學生提供了通往海軍委員會的途徑。
隨著時間的移轉，凱斯應用科學學院發展到更廣闊的視野，於是在1947年改名為凱斯理工學院 (Case Institute of Technology) 來反映該學校幾年來不斷的增長與擴張。

### 凯斯西储大学
儘管凱斯理工學院和西儲大學到1967年才正式結盟合併，但在此之前，許多人認為這個合夥是不可避免的。這兩所學校時常在必要時共享建築物和工作人員，並經常合作。 1887年，Case 物理學家 Albert Michelson 和 Reserve 化學家 Edward Morley 就著名的 Michelson-Morley 實驗進行了合作並贏得諾貝爾科學獎。

早在1890年，這兩個學校就有對合併進行了一些討論，但這些談判很快就解散了。在1920年代，克利夫蘭高等教育調查委員會採取了強而有力的立場支持兩個學校合併，但最終都無法完成。 到了1960年代，西儲大學校長 John Schoff Millis 和凱斯理工校長 T. Keith Glennan 宣布即將考慮合併建立一所更完整的大學，一個能更有機會成為全國最好的大學。兩校合併研究報告預測，合併後的學校將是全國最大的私立大學之一。

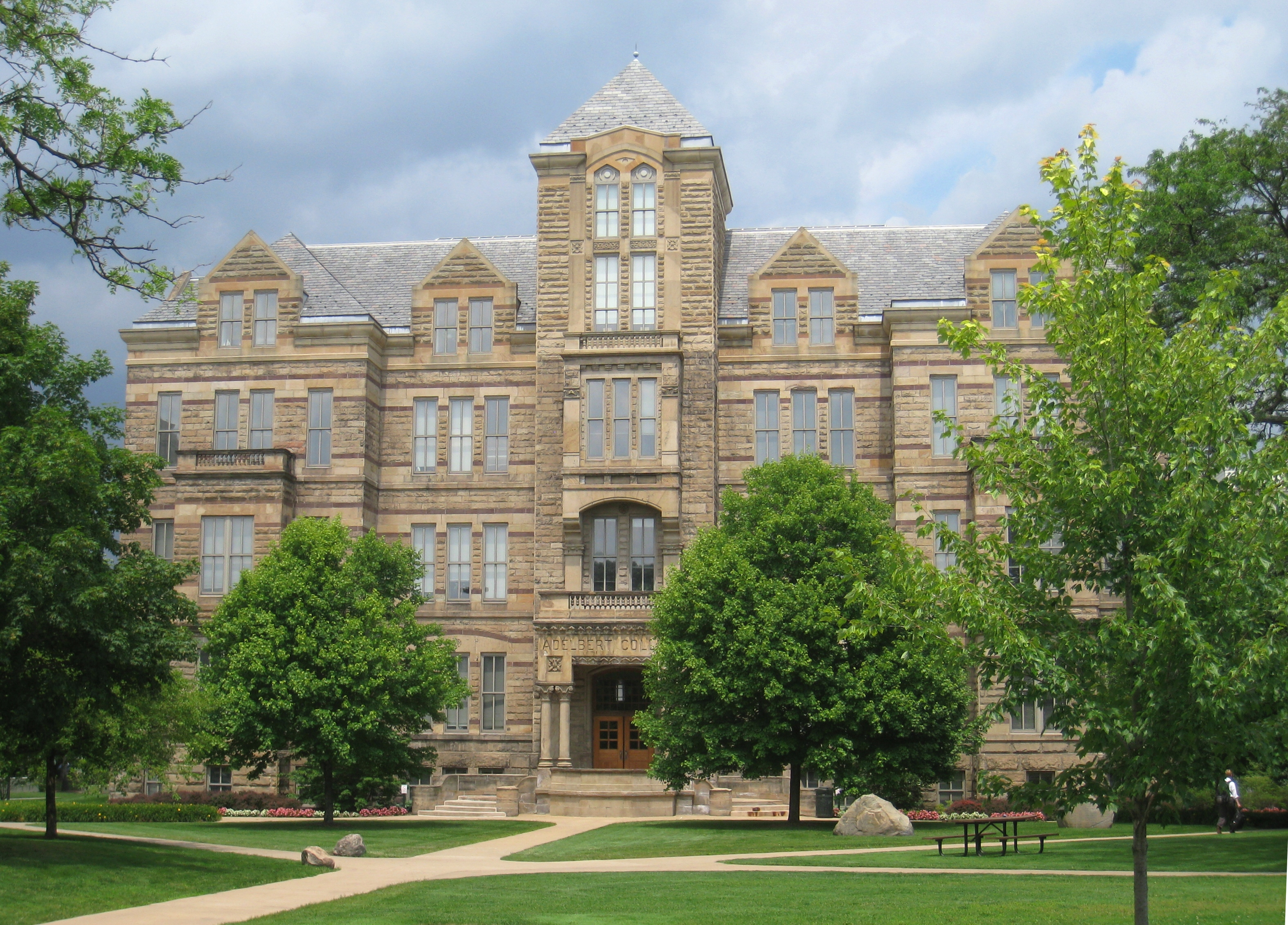
Adelbert Hall - 校長及行政辦公大樓

1967年，凱斯理工學院，一所以工程和科學而聞名的學校，以及西儲大學，一所以医科、法律和人文科學而聞名的學校，共同組成了凱斯西儲大學（Case Western Reserve University）。
1968年，由工程學院和醫學院合作而設立的“生物醫學工程系”(Biomedical Engineering)，是全美國第一所，也是世界上最早的生物醫學工程專業課程之一。 第二年，1969年，凱斯西儲大學開始了世界上第一個 “醫學博士/生物醫學工程博士”(MD/PhD) 雙學位課程。美國第一個計算機工程(Computer Engineering)學位課程也於1971年在凱斯西儲大學設立。
2011年，校長芭芭拉·斯奈德 (Barbara Snyder) 發起了“前瞻性思考”(Forward Thinking)募款活動，旨在籌集10億美元，這是學校歷史上規模最大的一次募款活動。 在30個月後的2014年達到了目標。 董事會一致同意將這項活動擴大到15億美元，而在3年後的2017年達到了目標。該募款活動最終籌集了18.2億美元。
2020年9月29日，由凱斯西儲大學和克利夫蘭診所（Cleveland Clinic）合辦的2020年美國總統大選辯論在校園內的薩姆森館 (Samson Pavilion) 舉行。
2020年10月，校長芭芭拉·斯奈德 (Barbara Snyder) 轉任為美國大學協會主席，而前杜蘭大學校長史考特·科文 (Scott Cowen) 被任命為臨時校長。同年10月29日，前明尼蘇達大學校長埃里克·卡勒 (Eric W. Kaler)，被任命為凱斯西儲大學新任校長，並於2021年7月1日生效。

## 校園

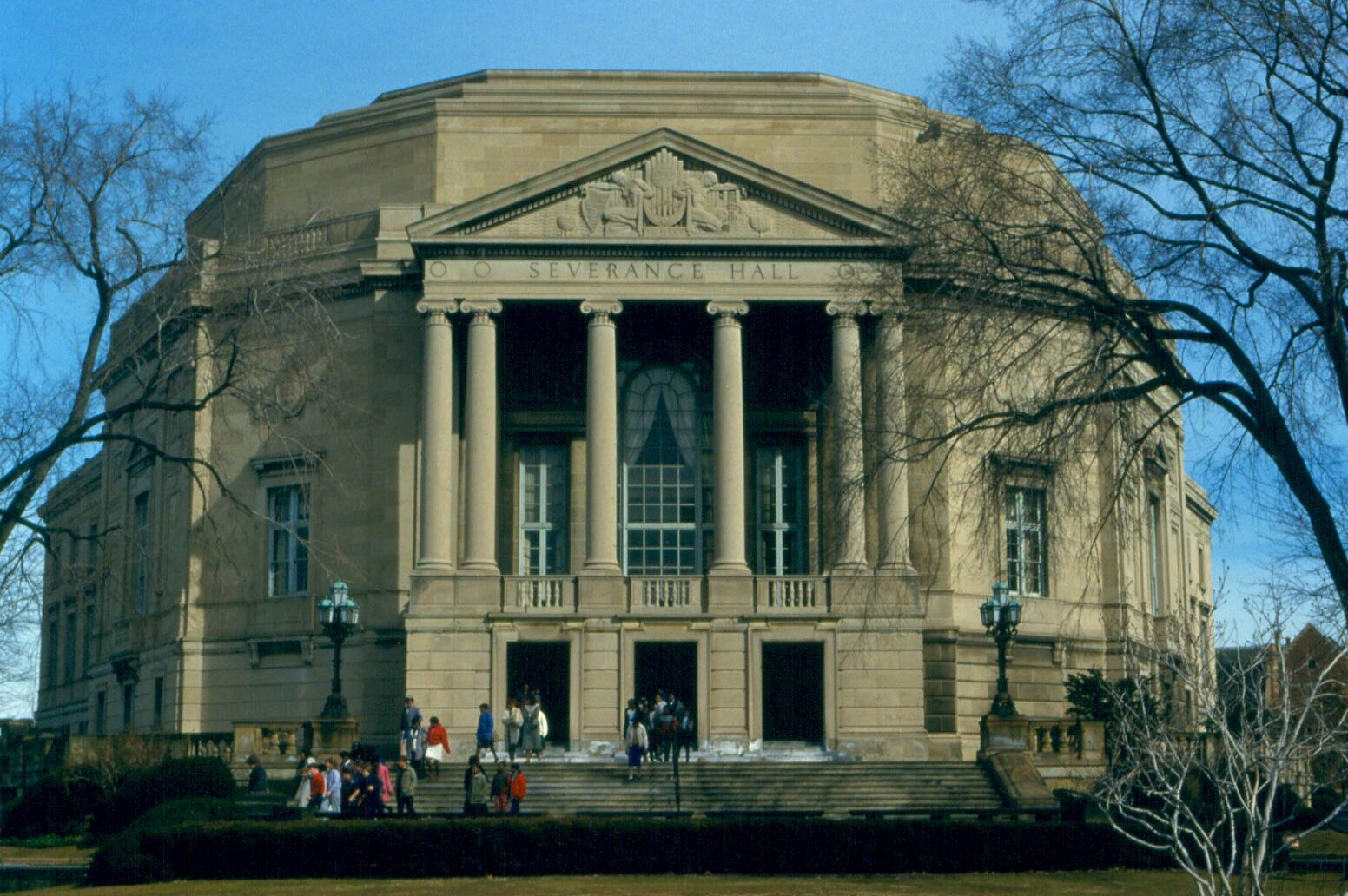
Severance Hall - 克里夫蘭管弦樂團演奏廳

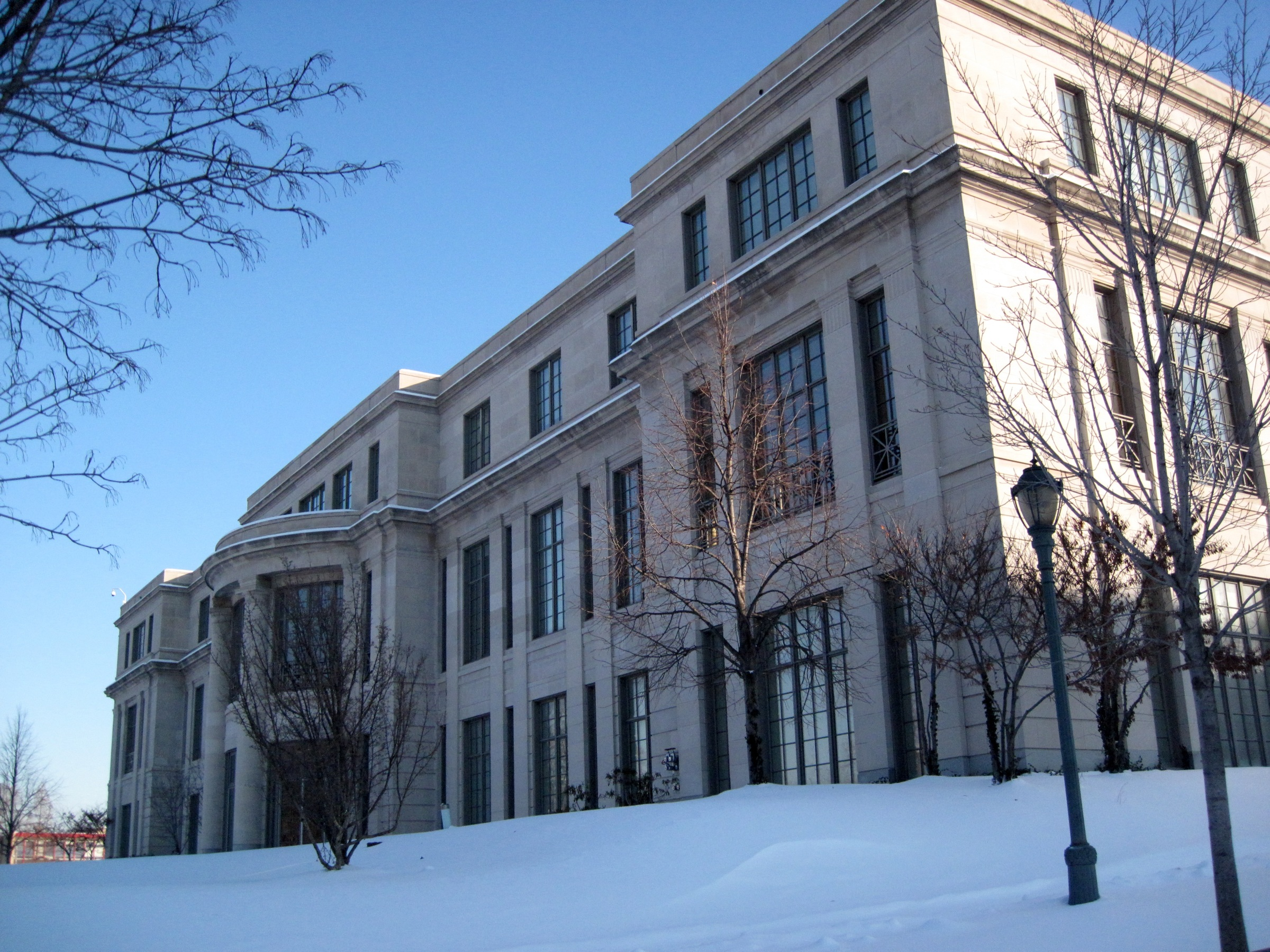
凱爾文史密斯圖書館（Kelvin Smith Library）

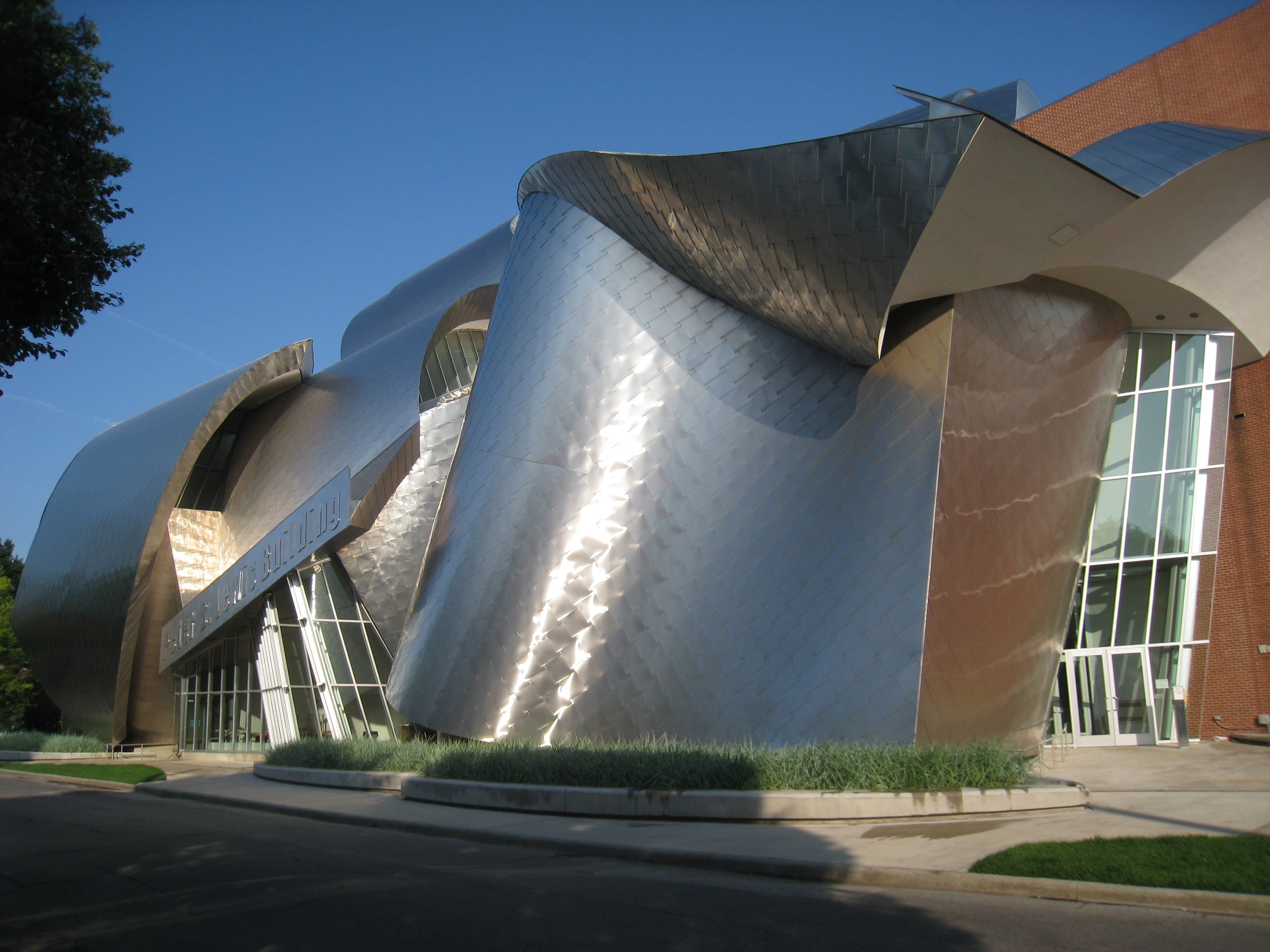
Weatherhead 管理學院 (Frank Gehry 設計)

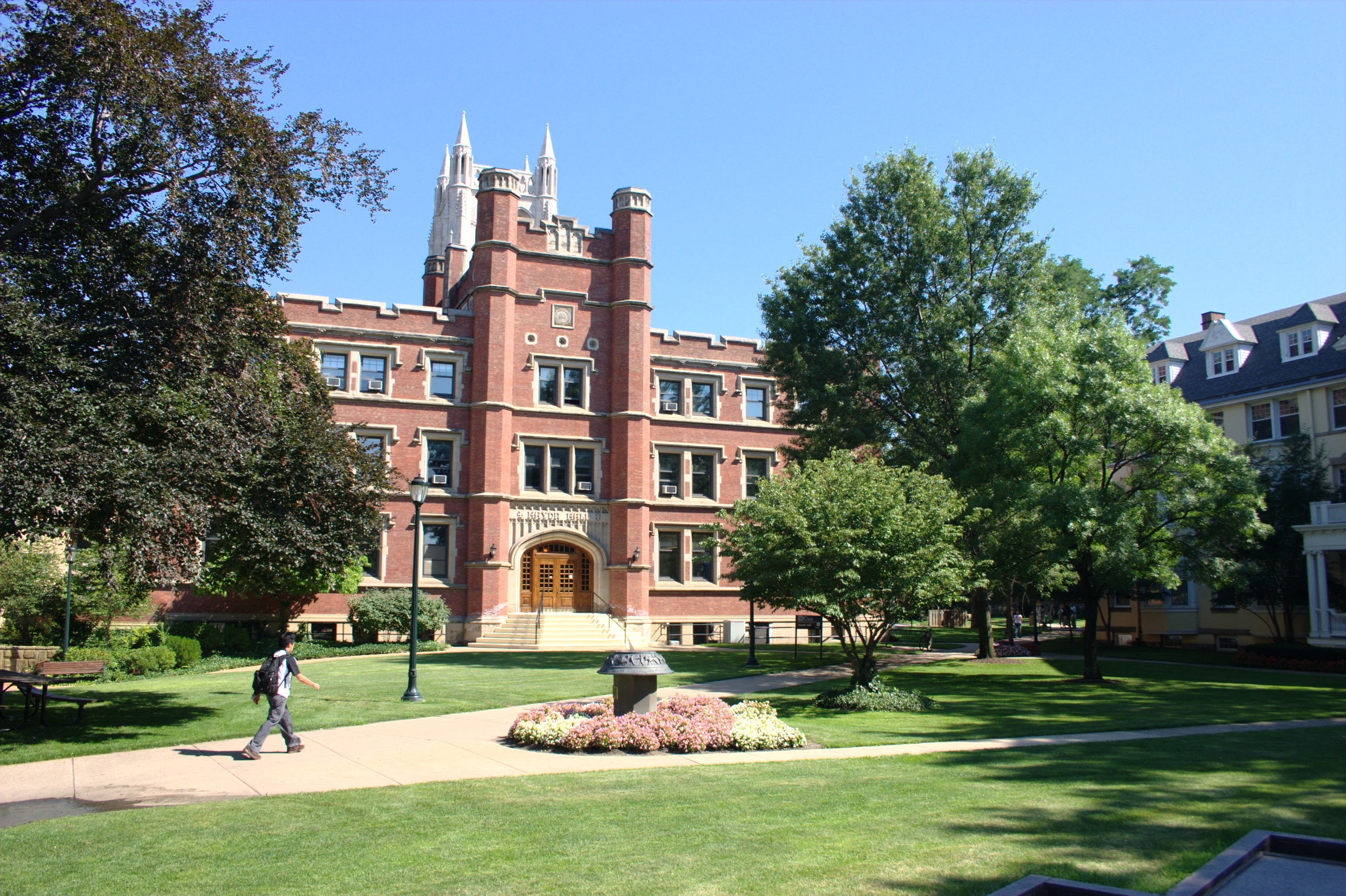
Haydn Hall - 海頓堂 (音樂系)

凱斯西儲大學位於克里夫蘭市東邊8 km（5.0 mi）的大學圈（University Circle - 佔地550畝)。大學圈是由一些教育，醫療和文化機構共同形成的，周邊環境優美就像個大公園一樣，有相當多的名勝古蹟，讓大學圈自成一個人文薈萃的小城市。大學圈裡擁有各種公私立機構，包括凱斯西儲大學、克里夫蘭音樂學院、克里夫蘭管弦樂團、克里夫蘭藝術學院、克利夫蘭藝術博物館 、克里夫蘭現代美術館、克里夫蘭自然歷史博物館、克利夫蘭劇院、大學醫院-克利夫蘭醫學中心（University Hospitals - Cleveland Medical Center）、及鄰近的克里夫蘭診所（Cleveland Clinic）。值得一提的是，克里夫蘭管弦樂團是全球五大交響樂團之一，其演奏廳（Severance Hall）就在CWRU的校園內，學生只要花數美元，即可欣賞世界一流的演出。自1986年以來，大學醫院-克利夫蘭醫學中心一直是凱斯西儲大學的附屬醫院。還有克里夫蘭診所 (Cleveland Clinic) 是美國非常著名的醫學中心, 其心臟血管科及心臟手術的治療與研究全球排名第一。凱斯西儲大學經常與大學圈內之機構聯合舉辦不同的課程。

## 學校組織
凯凱西储大學是由八所院校所組成：
- 文理學院（College of Arts and Sciences）
- 凱斯工程學院（Case School of Engineering）
- 凱斯牙科學院（Case School of Dental Medicine）
- 法學院（School of Law）
- 魏德海管理學院（Weatherhead School of Management）
- 醫學院（School of Medicine）
  - CWRU'大學課程'（1843 年)
  - 克利夫蘭診所勒納醫學院（'學院課程'）（2002 年）

- 波爾頓護理學院（Frances Payne Bolton School of Nursing）
- 孟德爾社會應用科學院（Mandel School of Applied Social Sciences）

## 學生及入學
凱斯西儲大學有 5,792 名大學本科生及 6,277 名研究生及專業學生(2021年)。其學生來自全美國50州和94個不同國家。有81％的學生來自俄亥俄州以外地區，16％學生來自美國以外的國家。 71％的學生畢業於高中班的前10％。 SAT成績的中間50％（25％-75％）介於1350和1490之間，ACT成績的中間50％為31-34 。2020年凯斯西储大學本科生錄取率為30％，該校入學標準被美國新聞與世界報導列為"最高選擇性"的學校 (most selective) 。

## 運動
CWRU是大學運動聯盟成員學校之一。大學運動聯盟 與 常春藤聯盟 是美國所有NCAA聯盟中，僅有的兩個聯盟其所有成員學校都屬於美國大學協會的機構。

## 學校排名
研究院和專業學院的排名包括：
- 工程（2013年）：生物醫學工程（第11名）
- 法律（2013年）：衛生法（第8名），國際法學（第11名）
- 管理（2011年）：非營利組織管理（第10名）
- 醫學：全美國第24名（2013年），家庭醫學科（第12名，2011年），小兒科（第14名，2011年），艾滋病（第16名，2011年）
- 護理：全美國第15名（2011年），老年護理（第5名），護士麻醉（第11名），助產護士（第17名），兒科護士執業（第13名, 2008年），家庭護士（第16名, 2008年）
- 社會工作：全美國第9名（2013年）

## 著名校友

### 政治軍事
- 阿爾弗雷多·帕拉西奧：醫學博士後訓練（1972）。曾任厄瓜多總統。
- 丹尼斯·庫辛尼奇：演講與溝通學士、碩士（1973）。曾任克利夫蘭市長。
- 維克托·喬爾貝亞：管理學博士（1992）。曾任羅馬尼亞總理。
- 熊向晖：社会科学硕士(1948年)，中国共产党情报工作“后三杰”之一。
- 申健：硕士(1948年)，中国共产党情报工作“后三杰”之一
- 吳成典:化學博士(1985)曾任兩屆新黨籍立法委員, 金門縣副縣長。

### 科學
- 保羅·伯格：生物化學博士（1952）。1980年諾貝爾化學獎得主。
- 彼得·阿格雷：醫學博士後訓練（1978）。2003年諾貝爾化學獎得主。
- 波利卡普·庫施：物理學學士（1931）。1955年諾貝爾物理學獎得主。
- 唐納德·格拉澤：物理學與數學學士（1946）。1960年諾貝爾物理學獎得主。
- 保羅·勞特伯：化學學士（195X）。2003年諾貝爾生理學或醫學獎得主。
- 費瑞·慕拉德：醫學博士與藥理學博士（1965）。1998年諾貝爾生理學或醫學獎得主。
- 艾爾佛列·古曼·吉爾曼：醫學博士與藥理學博士（1969）。1994年諾貝爾生理學或醫學獎得主。
- 吳成文：生物化學博士（1969）。當選第十五屆中央研究院院士、曾任台北醫學大學董事、中央研究院生物醫學所所長、國家衛生研究院院長。
- 高為元：2015至2019年擔任香港大學副校長，美国医学与生物工程院會士。
- Paul J. Friedl：化學工程學士（1955）、碩士（1957）、博士（1960）。世界上第一台個人電腦（SCAMP）的發明人。
- 高德納：數學學士（1960）。著名電腦科學家、1974年圖靈獎得主、《電腦程式設計藝術》（The Art of Computer Programming）的作者。
- 保羅·布赫海特：電腦工程學士（1998）。谷歌第23個員工。Gmail創建者和首席開發人員。

### 商業經濟
- 赫伯特·亨利·道：化學學士（1888）。陶氏化工創辦人。
- 愛德華·普雷斯科特：作業研究碩士（1963）。2004年諾貝爾經濟學獎得主。
- Bob Herbold：數學碩士（1966）、資訊工程博士（1968）。曾任微軟營運長。
- 歐晉德：土壤力學博士（1972）。曾任中華民國交通部臺灣區國道新建工程局首任局長、行政院公共工程委員會主任委員、台北市副市長、台北智慧卡票證公司董事長、台灣高速鐵路公司董事長。
- Michael McCaskey：組織行為博士（1972）。職業美式足球球隊芝加哥熊總經理。
- Tom Tribone：化學工程學士（1974）。Guggenheim Global Infrastructure Company創辦人兼總經理。
- 陳志寬（Chi-Foon Chan）：電腦工程學士（1974）、電腦科學博士（1977）。新思科技（Synopsys Inc.）創辦人兼總經理。
- Donald E. Washkewicz：企業管理碩士（1979）。Parker Hannifin Corporation總經理。
- 薛琦：經濟學博士（1979）。曾任財團法人臺灣金融研訓院院長、臺灣證券交易所董事長。
- Peter Tippett：生物化學博士（1981）、醫學博士（1983）。諾頓防毒發明人、CyberTrust技術長。
- Mark Weinberger：企業管理碩士、法律博士（1987）。Ernst & Young (安永會計師事務所)全球主席兼CEO。

### 體育
- 大衛·詹金斯：醫學院1958級，在學期間獲得花式滑冰男子單人滑冬季奧運會冠軍與世界錦標賽金牌。

## 優秀教職員
- 阿爾伯特·邁克生：曾任物理學教授。1907年諾貝爾物理學獎得主。
- 約翰·麥克勞德：曾任生理學講師。1923年諾貝爾生理學或醫學獎得主。
- 柯奈爾·海門斯：曾任博士後研究人員。1938年諾貝爾生理學或醫學獎得主。
- 弗雷德里克·查普曼·羅賓斯：曾任小兒醫學教授、藥學院院長。1954年諾貝爾生理學或醫學獎得主。
- 厄爾·威爾伯·薩瑟蘭：曾任藥理學教授、系主任。1971年諾貝爾生理學或醫學獎得主。
- 喬治·H·希欽斯：曾任職於生理學系。1988年諾貝爾生理學或醫學獎得主。
- 喬治·安德魯·歐拉：曾任化學教授與系主任。1994年諾貝爾化學獎得主。
- 弗雷德里克·萊因斯：曾任物理教授與系主任。1995年諾貝爾物理學獎得主。